# خورشیدگرفتگی ۲ مه ۲۰۸۷
خورشیدگرفتگی ۲ مه ۲۰۸۷ (به انگلیسی: Solar eclipse of May 2, 2087) یک خورشیدگرفتگی از نوع خورشیدگرفتگی جزئی است. این خورشیدگرفتگی در تاریخ ۲ مه ۲۰۸۷ میلادی (‎۱۲ اردیبهشت ۱۴۶۶ خورشیدی) روی خواهد داد که زمان اوج آن، ساعت ۱۸:۰۴:۴۲ به‌وقت ساعت هماهنگ جهانی است.